# Мокреа (Арад)
Мокреа (рум. Mocrea) насеље је у Румунији у жупанији Арад у граду Јенопоље. Oпштина се налази на надморској висини од 112 m.

## Становништво
Према подацима из 2002. године у насељу је живело 895 становника.

### Попис2002.
| Расподела становништва по националности 2002.‍ | Расподела становништва по националности 2002.‍ | Расподела становништва по националности 2002.‍ | Расподела становништва по националности 2002.‍ | Расподела становништва по националности 2002.‍ |
| --------------------------------------------- | --------------------------------------------- | --------------------------------------------- | --------------------------------------------- | --------------------------------------------- |
|                                               |                                               |                                               |                                               |                                               |
| Румуни                                        | Румуни                                        |                                               | 659                                           | 74,1%                                         |
| Мађари                                        | Мађари                                        |                                               | 72                                            | 8,1%                                          |
| Роми                                          | Роми                                          |                                               | 136                                           | 15,3%                                         |
| Словаци                                       | Словаци                                       |                                               | 22                                            | 2,5%                                          |